# Gemini 3
Gemini 3 (ook: 01301) was een bemande Amerikaanse ruimtevlucht uit 1965. Dit betrof een historische missie: voor de eerste maal wijzigde een bemande capsule zelf tijdens de vlucht zijn baan. Deze missie, een bemande proefvlucht, moest aantonen dat de Gemini-capsule ruimtewaardig was en alle technische systemen naar behoren functioneerden. Aan deze missie gingen twee onbemande proefvluchten, Gemini 1 en 2, vooraf. Tijdens deze vluchten werkten alle systemen naar tevredenheid en beoordeelde de vluchtleiding de Titan II draagraket (hoogte ± 32 m, lanceergewicht 154 ton) als betrouwbaar.

## Missiedoelen

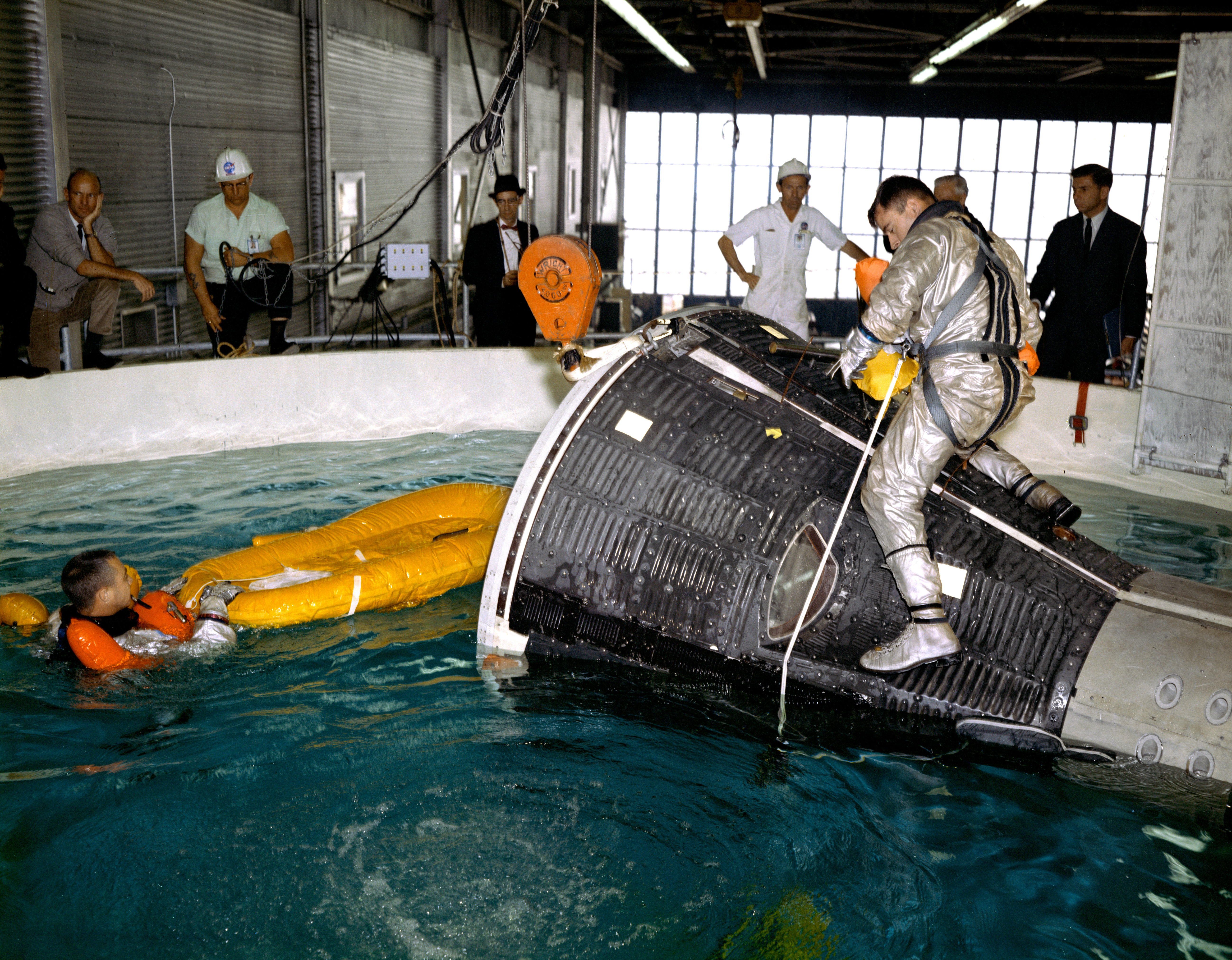
Deze foto, tijdens een training op 5 februari 1965, toont hoe krap bemeten de werkruimte in de Gemini was. Young zit op de capsule, Grissom klampt zich aan een reddingsvlot vast.

De tweekoppige bemanning ging na of het ontwerp deugde. Het systeem om de baan te wijzigen, het richtsysteem bij terugkeer in de dampkring en het uittesten van het functioneren van de volgstations waren het belangrijkst. Bovendien maakte ze foto's van de Aarde en voerde drie experimenten uit. Tevens beproefde ze het praktische nut van hun persoonlijke uitrusting. Ook ging ze de gevolgen van laagfrequente trillingen van de lanceerraket op de bemanning na.
Zowel de VS als de Sovjet-Unie namen in deze jaren met nieuwe types bemande ruimtevaartuigen zo min mogelijk risico. De eerste vluchten duurden daarom slechts kort en Gemini 3 vormde daarop geen uitzondering.

## Bemanning en capsulenaam
De bemanning voor deze vlucht bestond uit gezagvoerder Virgil Grissom en John Young. Voor Young betekende het zijn ruimtedoop, Grissom maakte als lid van de Mercury Seven zijn eerste vlucht met Mercury 4 en werd de eerste Amerikaan met twee ruimtevluchten op zijn naam. Hij gaf hun Gemini 3 de naam (the unsinkable) Molly Brown, naar een in die tijd populaire musical. Grissom verloor namelijk zijn Mercury-capsule die op zee zonk. Alle andere capsules uit de reeks kregen geen bijnaam. De traditie dat de bemanning een naam aan een ruimteschip geeft werd pas in 2019 tijdens het Commercial Crew-programma hervat.

## Vluchtverloop

### Lancering
De Gemini 3 werd gelanceerd op 23 maart 1965 door een Titan II draagraket vanaf lanceerplatform 19 op Cape Canaveral. Deze capsule woog 3236,9 kg. Na 5 minuten en 54 seconden bereikte hij zijn omloopbaan. Deze had een apogeum van 224,2 km, een perigeum van 161,2 km, een inclinatie van 32,6° en een excentriciteit van 0,00479. De omlooptijd bedroeg 88,3 minuten.

### Smokkelwaar, NASA kwaad
Tijdens de vlucht bood Young onverwachts een sandwich met cornedbeef aan Grissom aan. Deze nam er met genoegen enige happen van, maar het meesmokkelen van dergelijke waar was natuurlijk tegen alle veiligheidsregels. Broodkruimels zweefden door de capsule en vormden zo een potentieel gevaar voor de gevoelige elektronische apparatuur aan boord. NASA toonde zich zeer ontstemd over Youngs onverantwoordelijk gedrag. Ze maakte onverbloemd duidelijk zulke grapjes tijdens komende vluchten niet meer te accepteren.

### Baanwijzigingen
Een van de belangrijkste werkzaamheden betrof de praktijktest voor het uitvoeren van baanwijzigingen. Na een omloop wijzigde Grissom de koers van Gemini 3 en bracht de capsule in een bijna cirkelvormige baan van 169 x 158 km, bij een gelijke inclinatie, een omlooptijd van 87,8 minuten en een excentriciteit van 0,00084. Tijdens het tweede baantje rond de Aarde veranderde hij de inclinatie met 0,02°. Net voor het voltooien van de derde omloop bracht Gemini 3 het laagste punt van zijn omloopbaan terug naar slechts 84 km, bij een omlooptijd van 87 minuten en een excentriciteit van 0,00653. Dit was bedoeld als veiligheidsmaatregel. Indien de remrakketten weigerden, zou Gemini 3 door de relatief hoge luchtweerstand in zo'n lage baan alsnog vanzelf terugvallen naar de Aarde.

### Experimenten
Het experiment om de ontwikkeling van zee-egel eieren in gewichtloosheid te bestuderen mislukte door een mechanisch gebrek in de apparatuur. De fotosessie mislukte deels: van de 25 geschoten opnames bleken er 7 bruikbaar voor reliëfonderzoek.

### Terugkeer naar de Aarde
Na 4 uur, 33 minuten en 23 seconden, aan het einde van de derde omloop, vuurde Gemini 3 zijn retroraketten af en keerde terug in de atmosfeer. Tijdens de afdaling werd 7 kg water in het geïoniseerde plasma gespoten dat om de capsule hing. Gedurende deze fase valt namelijk korte tijd het radiocontact tussen ruimtevaartuig en vluchtleiding weg. Het water zorgde voor een betere radioverbinding.

### Landing en berging
De Molly Brown kwam neer in de Atlantische Oceaan op een positie van 22,43°N, 70,85°W in de omgeving van Grand Turk. De accuratesse van de landing bleek voor flinke verbetering vatbaar. Grissom en Young landden 111 km voor hun beoogde landingspunt, na een vlucht van 4 uur, 52 minuten en 31 seconden. De capsule ontwikkelde tijdens de terugkeerfase namelijk minder liftkracht dan berekend, waardoor Gemini 3 ruim voor de voorspelde landingsplaats neerkwam. Door de klap van de landing brak Grissoms vizier. Het duo bleek niet over zeebenen te beschikken en de zeeziekte sloeg toe. Na het uittrekken van hun ruimtepakken werden ze opgevist door helikopters van de USS Intrepid. Na een vlucht van 28 minuten arriveerde het tweetal op het bergingsschip. Ruim anderhalf uur later werd de capsule geborgen.

## Proefvlucht geslaagd
Deze proefvlucht was goeddeels geslaagd. De nieuwe capsule toonde zich ruimtewaardig: het Gemini-programma kon nu echt beginnen.